# Peter Gethin
Peter Kenneth Gethin ou apenas Peter Gethin (Ewell, 21 de fevereiro de 1940 – Inglaterra, 5 de dezembro de 2011) foi um automobilista britânico de Fórmula 1 nascido na Inglaterra.

## Biografia
Gethin apareceu no automobilismo com quase 30 anos na Fórmula 3 Inglesa. Mas ele se destacou mesmo na antiga F-5000, onde foi campeão britânico nos anos de 1969 e 1970. No mesmo ano, Peter Gethin foi contratado para correr pela equipe McLaren da Fórmula 1 após a morte de Bruce McLaren. O piloto inglês fez a sua estréia no Grande Prêmio da Holanda, em Zandvoort, de 1970. Gethin abandonou a prova após uma saída de pista com seu McLaren M14A. Conquistou o primeiro ponto no campeonato na antepenúltima etapa ao terminar em sexto lugar no GP do Canadá.
Em 1971, após o GP da Alemanha, em Nürburgring, saiu da equipe  McLaren, sendo contratado pela BRM, estreando na Áustria, em Österreichring, onde terminou em décimo. Na corrida seguinte, venceu o GP da Itália, em Monza que teve um final espetacular, com uma diferença de apenas 0s61 separarando os cinco primeiros colocados. Na última corrida de Fórmula 1 do ano (aquela que não vale para o campeonato), a Victory Race, em Brands Hatch, liderava a prova quando ocorreu o acidente fatal com seu companheiro Jo Siffert, sendo então considerado o vencedor, após o encerramento da corrida.
Em 1972, disputou o Mundial pela BRM, conseguindo apenas um sexto lugar, no GP da Itália, em Monza, com um BRM P-160C.
Após disputar corridas de Fórmula 5000, Gethin retornaria na Fórmula 1, na antepenúltima etapa de 1973, o GP do Canadá, em Mosport Park, pela BRM, abandonando a corrida com problemas no motor do BRM P-160E.
Em 1974, faltando cinco provas para o término do Mundial, o piloto inglês participou de sua última corrida na categoria, o Grande Prêmio da Grã-Bretanha, em Brands Hatch, com uma Lola T-370 da equipe Embassy Hill. O piloto não completou a primeira volta abandonando com problemas físicos.
Ele ainda venceu a Tasman Series em 1974 e uma corrida de Can-Am em Road America em 1977.
Na década de 1980, Peter Gethin foi chefe de equipe da Toleman no ano em que Ayrton Senna estreava, e mais tarde criou uma equipe na Fórmula 3000 (Peter Gethin Racing) e uma escola de pilotagem em Goodwood.

## Morte
Em 5 de dezembro de 2011, Peter Gethin morreu, após uma longa batalha contra um tumor cerebral.

## Resultados na Fórmula 1[4]
| Ano  | Equipe                          | Chassis      | Motor                | 1         | 2        | 3         | 4         | 5         | 6         | 7         | 8         | 9        | 10        | 11        | 12        | 13        | 14        | 15  | Pontos | Posição |
| ---- | ------------------------------- | ------------ | -------------------- | --------- | -------- | --------- | --------- | --------- | --------- | --------- | --------- | -------- | --------- | --------- | --------- | --------- | --------- | --- | ------ | ------- |
| 1970 | Bruce McLaren Motor Racing      | McLaren M14A | Ford Cosworth DFV V8 | AFS       | ESP      | MON       | BEL       | HOL Ret G | FRA       | GBR       | ALE Ret G | AUT 10 G | ITA NC G  | CAN 6 G   | USA 14 G  | MEX Ret G |           |     | 1      | 23º     |
| 1971 | Bruce McLaren Motor Racing      | McLaren M14A | Ford Cosworth DFV V8 | RSA Ret G | ESP 8 G  | MON Ret G |           |           |           |           |           |          |           |           |           |           |           |     | 9      | 9º      |
| 1971 | Bruce McLaren Motor Racing      | McLaren M19A | Ford Cosworth DFV V8 |           |          |           | HOL NC G  | FRA 9 G   | GBR Ret G | ALE Ret G |           |          |           |           |           |           |           |     | 9      | 9º      |
| 1971 | Yardley Team BRM                | BRM P160     | BRM P142 V12         |           |          |           |           |           |           |           | AUT 10 F  | ITA 1 F  | CAN 14 F  | USA 9 F   |           |           |           |     | 9      | 9º      |
| 1972 | Marlboro BRM                    | BRM P160B    | BRM P142 V12         | ARG Ret F | RSA NC F |           | MON DSQ F | BEL Ret F | FRA NP F  | GBR Ret F | ALE       |          |           |           |           |           |           |     | 1      | 21º     |
| 1972 | Marlboro BRM                    | BRM P180     | BRM P142 V12         |           |          | ESP Ret F |           |           |           |           | ALE       |          |           |           |           |           |           |     | 1      | 21º     |
| 1972 | Marlboro BRM                    | BRM P160C    | BRM P142 V12         |           |          |           |           |           |           |           | ALE       | AUT 13 F | ITA 6 F   | CAN Ret F | USA Ret F |           |           |     | 1      | 21º     |
| 1973 | Marlboro BRM                    | BRM P160E    | BRM P142 V12         | ARG       | BRA      | RSA       | ESP       | BEL       | MON       | SUE       | FRA       | GBR      | HOL       | GER       | AUT       | ITA       | CAN Ret F | EUA | 0      | NC      |
| 1974 | Embassy Racing with Graham Hill | Lola T370    | Ford Cosworth DFV V8 | ARG       | BRA      | RSA       | ESP       | BEL       | MON       | SUE       | HOL       | FRA      | GBR Ret F | GER       | AUT       | ITA       | CAN       | EUA | 0      | NC      |